# Blodiga söndagen (1939)

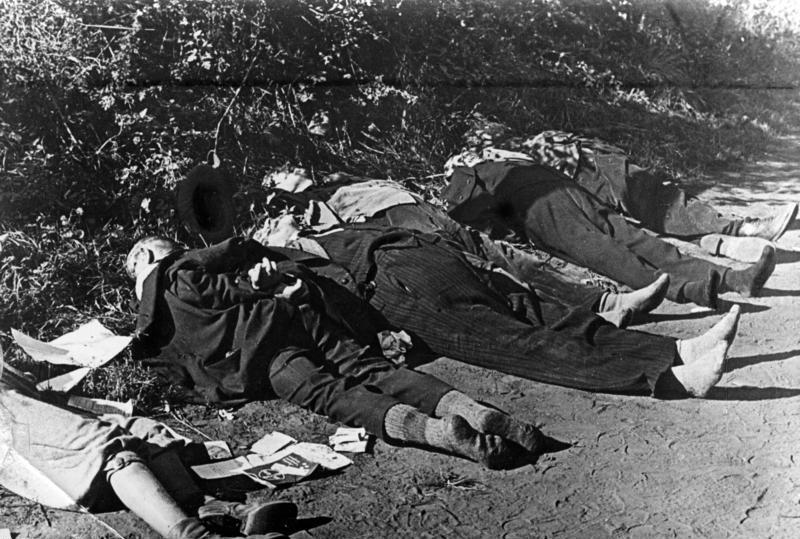
Liken efter mördade folktyskar.

Blodiga söndagen (tyska: Bromberger Blutsonntag; polska: Krwawa niedziela) syftar på en massaker som ägde rum i Bydgoszcz (tyska: Bromberg), som hade en ansenlig tysk minoritet. Massakern skedde mellan den 3 och 4 september 1939, omedelbart efter den tyska invasionen av Polen och andra världskrigets utbrott.
Det hela inleddes med att tyska krypskyttar ur Selbstschutz attackerade retirerande polska soldater inne i staden. Polackerna besvarade elden och båda sidor led förluster. Tillfångatagna beväpnade tyska civilpersoner dödades omedelbart; även lynchningar förekom. Enligt en polsk utredning 2004 dödades omkring 40–50 polacker och mellan 100 och 300 tyskar.
Bydgoszcz ockuperades av Wehrmacht den 9 september och då utkrävde tyskarna hämnd för massakern på tyska civilpersoner. Enheter ur Einsatzgruppen, Waffen-SS och Wehrmacht verkställde de tyska vedergällningsaktionerna. Enligt den tyske historikern Christian Raitz von Frentz ställdes 876 polacker inför rätta för inblandning i händelserna i samband med blodiga söndagen. Den polske historikern Czesław Madajczyk bekräftar, att 120 polacker avrättades för att ha varit involverade i massakern på tyska civilpersoner. Madajczyk anger även, att 20 gisslan avrättades efter att en polsk krypskytt hade beskjutit en tysk soldat.